# Амазонка (картина Френца)
«Амазонка» — картина советского живописца и педагога, руководителя батальной мастерской ЛИЖСА им. И. Е. Репина профессора Рудольфа Рудольфовича Френца (1888—1956), на которой представлен конный портрет жены художника Екатерины Анисимовны Стуловской (в замужестве Френц).

## История
Написанный около 1925 года, портрет изображает молодую женщину верхом на лошади в костюме для верховой езды. В живописном и композиционном отношении картина выделяется среди работ художника 1920-х годов, не имея близких аналогов как в крупнейшем собрании Русского музея (32 произведения живописи и 102 графических работы), так и в собраниях Третьяковской галереи, музеев Пскова и Рыбинска (в каждом по одному произведению этого периода) и представляет собой чрезвычайно редкий для советской живописи жанр женского конного портрета.
В качестве фона Френц использовал, очевидно, пейзаж окрестностей Мариенбурга, который встречается и в более ранних его работах на темы охоты, например, в картине «Охота XV века» (1910-е, ГРМ). В Мариенбурге Р. Френц родился в 1888 году в семье академика живописи Рудольфа Фердинандовича Френца (1831—1918). С Мариенбургом тесно связан расцвет царской охоты, начавшийся в 50-е годы XIX века. Здесь возникла егерская слобода, дававшая художнику прекрасный натурный материал для картин. Р. Ф. Френц также сопровождал членов императорской семьи во время охоты, поэтому семья художника и жила в Мариенбурге.
Работа эффектно сбалансирована в цвете, удачно сочетает приёмы декоративной и традиционной реалистической живописи. Статичность композиции, её приближенность и неожиданно взятый ракурс нисколько не мешают восприятию образа.
Немецкий историк искусства Alexandra Demberger в своей монографии (2018, Regensburg), посвящённой истории женского конного портрета, подробно описывает «Амазонку» Р. Френца. Сравнивая её с «Амазонкой» Э. Мане (Портрет Марии Лефебр, 1870) и находя некоторое сходство в композиционном решении, автор отмечает, что, в отличие от Мане, в портрете Р. Френца лошадь имеет равный, если не даже более высокий статус, чем человек.
Картина «Амазонка» впервые была показана на персональной выставке Р. Френца в 1928 году в Ленинграде в «Общине художников», одним из учредителей которой он стал в 1922 году. В последующем картина хранилась в семье Р. Френца. В 1970 году она демонстрировалась на его персональной выставке в залах ЛОСХ.